# Jean Charbonniaud
Jean Charbonniaud, né le 22 février 1951 à Marseille, est un haut fonctionnaire français.
Après une carrière de 15 ans dans diverses préfectures, il est titularisé préfet en 2006, où il opérera dans 2 départements, l'Orne et la Manche, avant de se faire limoger après une visite de Nicolas Sarkozy à Saint-Lo.
Il devient préfet de région en 2014 en devenant préfet du Calvados, préfet de la région Basse-Normandie, avant de devenir conseiller du Gouvernement le 1er janvier 2016.

## Carrière
Titulaire d'une maîtrise d'AES et d'un DEA en sciences sociales, il débute comme attaché d'administration centrale en 1982.
Le 8 avril 1986, il entre au cabinet de Robert Pandraud, ministre délégué chargé de la Sécurité, avec le grade d'attaché principal d'administration centrale en novembre suivant.
Il est ensuite directeur de cabinet successivement des préfets de la Mayenne en mai 1988, de la Drôme en octobre 1989, et du Morbihan en août 1991 tout en étant nommé sous-préfet de 2e classe en août 1992.
Il devient sous-préfet d'Yssingeaux (Haute-Loire) en janvier 1993, puis secrétaire général de la préfecture de la Haute-Corse en février 1995. Sous-préfet hors cadre, il est affecté à la direction générale de l'administration en juillet 1995, avant d'être mis à la disposition des services du Premier ministre Alain Juppé en décembre, et d'en devenir le chef adjoint de son cabinet, en août 1996.
Administrateur civil de 1re classe en août 1997, il est chargé de mission à la sous-direction de la programmation et des études puis à la sous-direction du contrôle de gestion et des études.
Sous-directeur des ressources humaines et des relations sociales de la direction de l'administration pénitentiaire au ministère de la justice en 2001, il est appelé le 1er août 2004 par le ministre de l'Intérieur, Dominique de Villepin, comme chef de cabinet, avant de le suivre pour occuper les mêmes fonctions à Matignon, le 31 mai 2005.
Préfet hors cadre, il est nommé préfet de l'Orne le 24 avril 2006, jusqu'à être conseiller chargé de l'administration territoriale, de la sécurité civile, des professions règlementées et des jeux au cabinet de Michèle Alliot-Marie, ministre de l'Intérieur, en juillet 2007.
Le 27 juin 2008, il est nommé préfet de la Manche et prend ses fonctions le mois suivant.
À la suite de la visite de Nicolas Sarkozy, qui avait entendu au loin des sifflets de manifestants lors de sa visite le 12 janvier 2009 à Saint-Lô et avait été privé de bain de foule, il est muté préfet hors cadre pour siéger comme membre du Conseil supérieur de l'administration territoriale de l'État, le même jour que le directeur de la police de la Manche, ces décisions étant déplorées par des élus UMP locaux dont le président du conseil général Jean-François Le Grand et le député Philippe Gosselin et le maire de Saint-Lô François Digard.
Il est ensuite chargé d'une mission d'inspection et de conseil pour les préfets et sous-préfets dans les régions Nord-Pas-de-Calais, Picardie, Champagne-Ardenne, Lorraine et Alsace.
Cinq ans après avoir été limogé de son poste de préfet de la Manche, il est nommé à la tête de la préfecture de région Basse-Normandie, par François Hollande et Bernard Cazeneuve (ex-maire de Cherbourg) – en remplacement de Michel Lalande, qui accède au poste de secrétaire général du ministère de l’Intérieur. Il y reste jusqu'au 1er janvier 2016 et devient conseiller du gouvernement.

## Décorations
- Officier de la Légion d'honneur, promu officier le 3 avril 2015[7]
  -  Chevalier de la Légion d'honneur le 9 avril 2004[8]
- Officier de l'ordre national du Mérite promu officier le 14 novembre 2012[9]
  -  Chevalier de l'ordre national du Mérite le 14 novembre 2000[10]